# NovaLogic
NovaLogic foi uma desenvolvedora e publicadora de jogos eletrônicos, fundada em Calabasas, Califórnia.
Foi fundada em 1985 por John A. Garcia e encerrada em 2016 quando foi vendida para a austríaca THQ Nordic.

## Jogos
| Ano       | Título                                   | Plataformas                                       |
| --------- | ---------------------------------------- | ------------------------------------------------- |
| 1988      | Bubble Bobble                            | Apple II, DOS                                     |
| 1988      | Arkanoid                                 | DOS                                               |
| 1989      | Arkanoid: Revenge of Doh                 | DOS                                               |
| 1989      | Renegade                                 | Apple II                                          |
| 1990      | Rastan                                   | Apple IIGS, DOS                                   |
| 1990      | Wolf Pack                                | Amiga, Atari ST, DOS, Macintosh, PC-98            |
| 1991      | The Rocketeer                            | DOS, Super Nintendo Entertainment System          |
| 1991      | The Chessmaster                          | Game Gear                                         |
| 1991      | Crystal Quest                            | Game Boy                                          |
| 1992      | Captain Planet and the Planeteers        | Sega Genesis                                      |
| 1992      | Comanche: Maximum Overkill               | DOS                                               |
| 1992      | Jigsaw: The Ultimate Electronic Puzzle   | Philips CD-i                                      |
| 1993      | Ultrabots                                | DOS                                               |
| 1994      | Armored Fist                             | DOS                                               |
| 1994      | Comanche CD                              | DOS, Macintosh                                    |
| 1995      | Werewolf vs. Comanche                    | DOS, Macintosh                                    |
| 1995      | Black Fire                               | Sega Saturn                                       |
| 1995      | Comanche 2                               | DOS                                               |
| 1996      | F-22 Lightning II                        | DOS                                               |
| 1997      | F-22 Raptor                              | Microsoft Windows                                 |
| 1997      | Comanche 3                               | DOS                                               |
| 1997      | Armored Fist 2                           | DOS                                               |
| 1998      | Comanche Gold                            | Microsoft Windows                                 |
| 1998      | Delta Force                              | Microsoft Windows                                 |
| 1998      | MiG-29 Fulcrum                           | Microsoft Windows                                 |
| 1998      | F-16 Multirole Fighter                   | Microsoft Windows                                 |
| 1999      | Jet Pack                                 | Microsoft Windows                                 |
| 1999      | F-22 Lightning 3                         | Microsoft Windows                                 |
| 1999      | Armored Fist 3                           | Microsoft Windows                                 |
| 1999      | Delta Force 2                            | Microsoft Windows                                 |
| 2000      | Delta Force: Land Warrior                | Microsoft Windows                                 |
| 2000      | Tachyon: The Fringe                      | Microsoft Windows                                 |
| 2000      | Flight Mania                             | Microsoft Windows                                 |
| 2001      | Comanche 4                               | Microsoft Windows                                 |
| 2002      | Air Attack Pack                          | Microsoft Windows                                 |
| 2002      | Delta Force Trilogy                      | Microsoft Windows                                 |
| 2002      | Delta Force: Urban Warfare               | PlayStation                                       |
| 2002      | Delta Force: Task Force Dagger           | Microsoft Windows                                 |
| 2003      | Armored Fist 3                           | Microsoft Windows                                 |
| 2003      | Highland Warriors                        | Microsoft Windows                                 |
| 2003      | Special Forces Pack                      | Microsoft Windows                                 |
| 2003      | Delta Force: Black Hawk Down             | Microsoft Windows, Macintosh, PlayStation 2, Xbox |
| 2004      | Delta Force: Black Hawk Down: Team Sabre | Microsoft Windows, PlayStation 2                  |
| 2004      | Joint Operations: Typhoon Rising         | Microsoft Windows                                 |
| 2004      | Joint Operations: Escalation             | Microsoft Windows                                 |
| 2005      | Joint Operations: Combined Arms          | Microsoft Windows                                 |
| 2005      | Delta Force: Xtreme                      | Microsoft Windows                                 |
| 2009      | Delta Force: Xtreme 2                    | Microsoft Windows                                 |
| 2009      | Delta Force Bootcamp                     | Microsoft Windows                                 |
| Cancelado | Super Mario's Wacky Worlds               | Phillips CD-i                                     |